# Jiří Kábrt
Jiří Kábrt (* 1952) je českým spisovatelem, žijícím a působícím v Praze. Převážně publikoval pod pseudonymem Jan Hnilica knihy o léčitelství a záhadách z této oblasti i ze sfér starověké architektury. Občanským povoláním je právník, mezi jeho životní vášně však patří mimo léčitelství, poezie i psaní prózy, odhalování záhad a také výtvarné umění, kde se v poslední době angažuje nejenom jako autor ilustrací pro svůj kalendář na rok 2006, vydaný Mladou frontou, ale též coby vytrvalý malíř[zdroj?] – maluje na kameny všeho druhu (včetně dlažebních kostek) a další kuriózní materiály, jako jsou rezaté plechy a CD disky, vytváří rovněž originální asambláže.
První vydání Léčebných obrazců, které publikoval v roce 1991 (Univerzum), bylo vydáno pod jeho vlastním jménem, ale již druhé vydání této publikace uveřejnil v roce 1992 pod výše uvedeným pseudonymem (nakladatelství Danae). V roce 1992 vydal v nakladatelství Road Psychoenergetické působení na dálku a ve stejném roce Souřadnice zdraví (aneb praktická psychotronika), v roce 1993 pak publikoval v nakladatelství Eminent (Zvláštní léčebné metody). V roce 1999 vydalo nakladatelství Eminent ve spolupráci s Knižním klubem Magický kalendář roku 2000. V roce 2004 publikoval knihu Tajná architektura v nakladatelství Eminent. V roce 2005 vydalo nakladatelství Mladá fronta jeho kalendář na rok 2006 – Moudrý rok Jana Hnilici. V roce 2011 vydal Jan Hnilica knihu "Slova a dotyky" (o komunikaci se světem).
Mimo tato díla má za sebou dlouhé působení v časopisech Reflex, Regena a Regenerace, kde publikoval Psychotronickou poradnu a další materiály o léčitelství a psychotronice. Od roku 2010 působí v časopise Meduňka.
Nakladatelství Mladá Fronta v březnu 2007 vydalo jeho knihu Váhy osudu (pod jeho pravým jménem).
V roce 2015 vydalo nakladatelství Fontána jeho zatím poslední knihu Tajemství megalitů (Kamenná databáze věčnosti). Jako autor zde figuruje Jan Hnilica.
Český klub skeptiků Sisyfos mu v roce 2004 udělil ocenění stříbrný Bludný balvan v kategorii jednotlivců za „bezúplatnou výpomoc našemu zdravotnictví a nemocným ve stylu – a teď babo raď“.